# Ambassade du Qatar en France
L'ambassade du Qatar en France est la représentation diplomatique de l'État du Qatar auprès de la République française. Elle est située dans le 8e arrondissement de Paris, la capitale du pays. 
Son ambassadeur est, depuis 2019, Ali Bin Jassim Al Thani.

## Localisation
L'ambassade est installée dans l'hôtel Landolfo de Carcano, un hôtel particulier construit en 1867 donnant sur la place de l'Étoile et occupant le triangle formé par l'avenue des Champs-Élysées, l'avenue de Friedland et la rue de Tilsitt.
Elle était située auparavant au 57 quai d'Orsay (48° 51′ 43,5″ N, 2° 18′ 29″ E), dans le 7e arrondissement, accolée à l'ambassade d'Afrique du Sud.

## Ambassadeurs du Qatar en France
| Date de nomination | Date de nomination | Date de remise des lettres de créance | Date de remise des lettres de créance | Ambassadeur                                 |
| ------------------ | ------------------ | ------------------------------------- | ------------------------------------- | ------------------------------------------- |
| ?                  |                    | 13 juillet 1972                       | [ JORF 1 ]                            | Ibrahim Bin Hamad Al Nasr (ar)              |
| ?                  |                    | 22 mars 1979                          | [ JORF 2 ]                            | Hamad Bin Abdulaziz Al-Kawari               |
| ?                  |                    | 27 septembre 1984                     | [ JORF 3 ]                            | Abdul Rahman bin Hamad Al Attiyah (en)      |
| ?                  |                    | 12 mai 1993                           | [ JORF 4 ]                            | Bader Al-Dafa (en)                          |
| ?                  |                    | 18 décembre 1995                      | [ JORF 5 ]                            | Abdul Rahman Mohamed Al-Khulaifi            |
| ?                  |                    | 20 février 2002                       | [ JORF 6 ]                            | Mohamed Abdullah Mutaab Al-Rumaihi          |
| ?                  |                    | 5 septembre 2003                      | [ JORF 7 ]                            | Mohamed Jaham Abdul Aziz Al-Kawari          |
| ?                  |                    | 20 février 2014                       | [ JORF 8 ]                            | Mishaal bin Hamad bin Khalifa Al Thani (en) |
| ?                  |                    | 23 février 2017                       | [ JORF 9 ]                            | Khalid Bin Rashid Al-Mansouri               |
| ?                  |                    | 12 avril 2019                         | [ JORF 10 ]                           | Ali Bin Jassim Al Thani                     |

## Consulats
Le Qatar ne possède pas d'autre consulat que la section consulaire de son ambassade à Paris.